# История почты и почтовых марок Маньчжоу-го
История почты и почтовых марок Маньчжоу-го относится к периоду существования в первой половине XX века марионеточного государства Маньчжоу-го (на китайском языке означает «Государство маньчжуров»), созданного в 1932 году (после оккупации этой китайской территории в 1931 году Японией) и прекратившего своё существование в 1945 году (после поражения Японской империи в конце Второй мировой войны). В почтовом обращении этого государства находились собственные почтовые марки.

## Выпуски почтовых марок

### Первые марки
Первые почтовые марки Маньчжоу-го увидели свет 28 июля 1932 года. Был выпущен ряд марок разных номиналов с рисунком двух видов: пагода в Ляояне и портрет императора Пу И. Первоначально надпись на китайском языке гласила: «Почтовая администрация государства маньчжуров».

### Последующие эмиссии
В 1934 году был эмитирован новый выпуск с надписью «Почтовая администрация Маньчжурской империи».
В 1935 году появились марки с гербом Маньчжоу-го (в виде орхидеи), а в 1936 году — с изображением «Священных белых гор».
В 1936 году также вышла в обращение новая стандартная серия с изображением разных сцен и с гербом государства. В период 1937—1945 годов было эмитировано множество памятных марок: к годовщинам его создания, в ознаменование принятия новых законов, в честь Японии, к примеру, по случаю 2600-летия Японской империи в 1940 году.
Последний выпуск почтовых марок Маньчжоу-го состоялся 2 мая 1945 года, в честь 10-летия императорского указа «Одна добродетель, одно сердце», изданного в знак солидарности Маньчжоу-го с Японией. На рисунке единственной почтовой миниатюры этого выпуска было дано вписанное в круг название указа.
После ликвидации этого государства почтовые органы-правопреемники на местах нанесли на уцелевшие запасы почтовых марок оттиски ручными штампами текста «Китайская республика» на китайском языке. Кроме того, в течение 1946—1949 годов почтовые администрации Порт-Артура и Даляня сделали надпечатки на многих почтовых марках Маньчжоу-го.